# Devlet Bahçeli
Devlet Bahçeli (* 1. ledna 1948 Osmaniye) je turecký akademik, politik a ekonom, od července 1997 předseda krajně pravicové ultranacionalistické Nacionálně činné strany.
V roce 1968 se podílel na založení organizace Šedí vlci a po smrti Alparslana Türkeşe v roce 1997 byl zvolen předsedou Nacionálně činné strany. Do parlamentu byl poprvé zvolen v roce 1999 a mezi lety 1999–2002 působil jako místopředseda vlády Bülenta Ecevita. Kvůli neúspěchu v parlamentních volbách v roce 2002 odstoupil z funkce předsedy strany. Na stranickém sjezdu v roce 2003 byl opět zvolen do funkce předsedy strany. Od roku 2007 je poslancem parlamentu.
V letech 2000–2010 byl hlasitým kritikem Recepa Tayyipa Erdoğana. Po špatném výsledku v parlamentních volbách v roce 2015 se však s Erdoğanem opět usmířil.
Pro parlamentní volby v roce 2018 vytvořil koalici se Stranou spravedlnosti a rozvoje. Od této doby je Nacionálně činná strana významným podporovatelem Erdoğanovy vlády. Bahçeli je označován za králotvůrce turecké politiky.